# Pilularietum globuliferae
Zespół gałuszki kulecznicy (Pilularietum globuliferae) – syntakson słodkowodnych helofitów w randze w randze zespołu budowany głównie przez gałuszkę kulecznicę. Należy do klasy zespołów roślinności zmiennowodnej Littorelletea uniflorae.

## Charakterystyka
Murawa występująca w strefie ziemno-wodnej – litoralu płytkich, okresowo wysychających zbiorników oligotroficznych (np. spuszczanych stawów hodowlanych) i wilgotnych, okresowo podtapianych wrzosowiskach. Podłoże piaszczyste.
Charakterystyczna kombinacja gatunków
ChAss. : gałuszka kulecznica (Pilularia globulifera).
ChAll. : żabienica jaskrowata (Baldellia ranunculoides).
DAll. : wąkrota zwyczajna (Hydrocotyle vulgaris), jaskier płomiennik (Ranunculus flammula f.), turzyca Oedera (Carex serotina ssp. serotina) (?).
ChCl. : sit drobny (Juncus bulbosus), brzeżyca jednokwiatowa (Littorella uniflora), elisma wodna (Luronium natans), wywłócznik skrętoległy (Myriophyllum alterniflorum), rdestnica podługowata (Potamogeton polygonifolius), jaskier leżący (Ranunculus reptans), jeżogłówka pokrewna (Sparganium angustifolium).
Comp. : sit drobny (Juncus bulbosus), wąkrota zwyczajna (Hydrocotyle vulgaris).
Występowanie
Zbiorowisko subatlantyckie. W Polsce wyłącznie na Dolnym Śląsku (Jezioro Janiszowice). Stanowiska pomorskie uznaje się za wymarłe.

## Zagrożenia i ochrona
Zespół, wraz z zespołami podobnymi, jest w systemie obszarów Natura 2000 chroniony jako podtyp siedliska przyrodniczego nr 3130 (brzegi lub osuszane dna zbiorników wodnych ze zbiorowiskami z  Littorelletea, Isoëto–Nanojuncetea) — 3130–1 (roślinność mezotroficznych zbiorników wodnych należąca do związków Lobelion, Hydrocotylo-Baldenion i Eleocharition acicularis).